# ستيفن بيري (ممثل)
ستيفن بيري (بالإنجليزية: Bradley Steven Perry)‏ هو ممثل أمريكي، ولد في 23 نوفمبر 1998 بنيوجيرسي في الولايات المتحدة. بدأ مشواره المهني سنة 2007.

## أعمال

### أفلام
- (2011) شاربي في مغامرة رائعة

## وصلات خارجية
- ستيفن بيري على موقع IMDb (الإنجليزية)
- ستيفن بيري على موقع روتن توميتوز (الإنجليزية)
- ستيفن بيري على موقع ألو سيني (الفرنسية)
- ستيفن بيري على موقع أول موفي (الإنجليزية)
- ستيفن بيري على موقع قاعدة بيانات الفيلم (الإنجليزية)
- ستيفن بيري على موقع كينوبويسك (الروسية)